# AUTODOC
Az AUTODOC SE e-kereskedelemmel foglalkozó gazdasági társaság, amely autóalkatrészeket és kapcsolódó termékeket értékesít 27 európai országban. Elsősorban magánszemélyek és kisebb szerelőműhelyek jelentik fő vásárlói körét.

## Történet
Az AUTODOC-ot 2008-ban alapította E&S Pkwteile GmbH néven Alexej Erdle, Max Wegner és Vitalij Kungel. A kezdeti években a vállalat székhelye Berlin-Weißenseeben volt. 2010 óta az iroda- és logisztikai részleg Berlin-Lichtenbergben található. Az ausztriai és svájci terjeszkedés 2011-ben kezdődött, majd 2012-ben a cég az Egyesült Királyságban, Franciaországban, Olaszországban és Spanyolországban is megjelent.
A vállalat 2015-ben AUTODOC GmbH néven újjáalakult. Éves bevétele 2016-ra meghaladta a 100 millió eurót, 2017-ben pedig a 250 millió eurót.
2018-ban az Autodoc kibővítette termékpalettáját a teherautók és más haszongépjárművek alkatrészeivel.
A vállalat éves bevétele 2021-ben meghaladta az 1 milliárd eurót.
A Financial Times 2018-ban a vállalatot az árbevétel alapján Európa egyik leggyorsabban növekvő vállalataként ismerte el.
2021 szeptemberében az AUTODOC jogi formája GmbH-ról nyilvánosan működő részvénytársaságra változott. A vállalat 2022 novemberétől AUTODOC SE (Societas Europaea) néven működik.
Az Autodoc bevétele 2023-ban 1,3 milliárd euróra nőtt.

## Áttekintés
A cég termékkínálatában mintegy 4,8 millió személygépkocsi-, teherautó- és motorkerékpár-alkatrész található a motor, az alváz, a világítás, az elektromosság, a légtechnika és a gumiabroncsok területéről.
Az Autodoc 2018-ban az ADAC Rally Masters hivatalos partnere volt.
2019-ben az Autodoc az FIA Rally Világbajnokság (WRC) hivatalos partnere volt, és az összes európai forduló szponzora.
Ugyanebben az évben az AUTODOC elindította az AUTODOC CLUB online platformot, 2020-ban pedig megjelentette az AUTODOC CLUB alkalmazást iOS és Android rendszerekre, valamint az AUTODOC PLUS programot.